# Sant’Ilario d’Enza
Sant’Ilario d’Enza – miejscowość i gmina we Włoszech, w regionie Emilia-Romania, w prowincji Reggio Emilia.
Według danych na rok 2004 gminę zamieszkiwało 9697 osób, 484,9 os./km².